# Helen Berhane
Pour les articles homonymes, voir Berhane.
Helen Berhane, née en 1974 à Asmara, est une chanteuse de gospel chrétien érythréenne qui était prisonnière en Érythrée.

## Biographie
Helen Berhane naît en 1974 à Asmara de parents orthodoxes. Elle est membre de l'église de Rema, l'une des nombreuses églises chrétiennes évangéliques minoritaires non officiellement reconnues par l'État d'Érythrée et fortement persécutées. Elle est arrêtée le 13 mai 2004, peu de temps après avoir sorti un album de musique chrétienne, après avoir refusé de signer un document l'engageant à mettre fin à toute participation aux activités évangéliques, qui incluant sa musique. Elle est détenue au camp militaire de Mai Serwa, au nord de la capitale Asmara. Elle n'a aucune possibilité de contact avec sa famille et se voit refuser une représentation juridique ou des soins médicaux.
Le jour de l'indépendance de l'Érythrée, le 24 mai 2006, Amnesty International renouvelle son appel au président de l'Érythrée, Isaias Afwerki, pour qu'il veille à l'amélioration des normes relatives aux droits de l'homme dans le pays. Cinq des six prisonnières dont Amnesty International demande la libération, dont Berhane, sont alors toujours détenues. Elles n'ont été inculpées de rien et n'ont pas été traduites en justice.
L'album de 2003 de Berhane, T 'Kebaeku, est réédité en Europe en juin 2006.

### Libération
Helen Berhane est libérée de prison fin octobre 2006, souffrant de graves maladies,. Elle et sa fille Eva obtiennent l'asile au Danemark après avoir fui séparément vers la capitale soudanaise de Khartoum pour y trouver refuge.

### Refus de visa au Royaume-Uni
En 2010, Berhane se voit refuser un visa d'entrée au Royaume-Uni, même si elle avait été invitée à parler de ses expériences de persécution en Érythrée lors d'une série de réunions en Grande-Bretagne. Une motion exprimant des regrets au sujet de cette décision a été soutenue par 41 députés sur 41, aucun n'a choisi de se retirer du vote.

## Publications
- Song of the Nightingale (1er septembre 2009),  (ISBN 978-1850788645)